# Fayetteville (Ohio)
Fayetteville es una villa ubicada en el condado de Brown en el estado estadounidense de Ohio. En el Censo de 2010 tenía una población de 330 habitantes y una densidad poblacional de 244,56 personas por km².

## Geografía
Fayetteville se encuentra ubicada en las coordenadas 39°11′5″N 83°55′54″O / 39.18472, -83.93167. Según la Oficina del Censo de los Estados Unidos, Fayetteville tiene una superficie total de 1.35 km², de la cual 1.35 km² corresponden a tierra firme y (0%) 0 km² es agua.

## Demografía
Según el censo de 2010, había 330 personas residiendo en Fayetteville. La densidad de población era de 244,56 hab./km². De los 330 habitantes, Fayetteville estaba compuesto por el 99.39% blancos, el 0.3% eran afroamericanos, el 0% eran amerindios, el 0% eran asiáticos, el 0% eran isleños del Pacífico, el 0.3% eran de otras razas y el 0% pertenecían a dos o más razas. Del total de la población el 1.21% eran hispanos o latinos de cualquier raza.